# Subgraph OS
Subgraph OS — дистрибутив Linux, который должен быть устойчив к наблюдению, и вмешательству вредоносного программного обеспечения в Интернет. Он основан на Debian. Операционная система упоминается Эдвардом Сноуденом как довольно безопасная и имеющая большой потенциал развития.
Subgraph OS спроектирована с функциями, которые направлены на уменьшение паттернов атаки операционной системы и увеличение сложности, необходимой для выполнения определенных классов атак. Это достигается за счёт упрощения системы, и активного, постоянного внимания к безопасности, и устойчивости к атакам. Subgraph OS также уделяет особое внимание обеспечению целостности установленных пакетов программного обеспечения посредством детерминированной компиляции.

## Возможности
Некоторые из возможностей Subgraph включают в себя:
- Ядро Linux защищено с помощью grsecurity, и патча PaX[источник не указан 2587 дней].
- Пространства имён Linux и xpra имеются для сдерживания приложений.
- Обязательно шифруется файловая системы во время установки с использованием LUKS.
- Устойчивость к cold boot attack.
- Настраиваемые правила брандмауэра автоматически обеспечивают подключение сетевых подключений к установленным приложениям с использованием сети анонимности Tor. Настройки по умолчанию гарантируют, что связь каждого приложения передаётся через независимую цепь в сети.
- Интеграция GNOME Shell для изолированной песочницы на уровне приложений OZ предназначается для простого использования повседневными пользователями[9].

## Безопасность
Безопасность Subgraph OS (которая использует контейнеры для песочниц) была поставлена под сомнение, по сравнению с Qubes OS (которая использует виртуализацию). Злоумышленник может обмануть пользователя Subgraph через запуск вредоносного несанкционированного скрипта через файловый менеджер Nautilus по умолчанию или в терминале. Также возможно запустить вредоносный код, содержащий файлы .desktop (которые используются для запуска приложений). Вредоносные программы также могут обходить брандмауэр приложения-сервера Subgraph. Кроме того, по дизайну, Subgraph не может изолировать сетевой стек, как Qubes OS, или предотвратить вредные эксплойты по USB.